# Тамга (Иссык-Кульская область)
Тамга (кирг. Тамга) — село в Джети-Огузском районе Иссык-Кульской области Кыргызстана. Административный центр Тамгинского аильного округа. Код СОАТЕ — 41702 210 862 01 0.

## Население
По данным переписи 2009 года, в селе проживало 3116 человек.